# Tony MacAlpine
Tony Jeff MacAlpine (Springfield, Massachusetts, 29 de agosto de 1960) é um guitarrista e tecladista estadunidense, com um estilo único, formado da fusão entre o metal neo-clássico e o jazz fusion. Apesar de ser conhecido como solista, também trabalhou com artistas e bandas como Planet X, Steve Vai, Vinnie Moore e Vitalij Kuprij.
Uma das principais influências musicais de Tony é Chopin, sempre homenageado nos álbuns do artista com virtuoses de piano em alguma faixa. 
Seu mais recente trabalho foi com a banda de Steve Vai na turnê G3 Live at the Astoria London DVD, assim como nos DVDs do G3, G3: Live in Denver e G3: Live in Tokyo. 

## Discografia

### Carreira solo
- Demo 84 (1984)
- Edge Of Insanity (1986)
- Maximum Security (1987)
- Freedom To Fly (1992)
- Madness (1993)
- Premonition (1994)
- Evolution (1995)
- Violent Machine (1996)
- Live Insanity (1997)
- Master Of Paradise (1999)
- Chromaticity (2001)
- Tony Macalpine (2011)
- Concrete Gardens (2015)

### Com a banda "MacAlpine"
- Eyes of the World (1990)

### ComPlanet X
- Universe (2000)
- Live From Oz (2002)
- MoonBabies (2002)
- Quantum (2007)

### ComCAB
- CAB (2000)
- CAB 2 (2001)
- CAB 4 (2003)

### Com Ring of Fire
- Burning Live Tokyo (2002)
- Dreamtower (2002)
- Lapse of Reality (2004)

### ComVinnie Moore
- Mind's Eye (1986)
- The Maze (1999)

### Com Joey Tafolla
- Out of the Sun (1987)

### Com M.A.R.S
- Project Driver (1986) - Macalpine/Aldridge/Rock/Sarzo

### ComVitalij Kuprij
- VK3 (1999)

### ComMark Boals
- Ring of Fire (2000)
- Edge of the World (2002)